# Kotekara
Kotekara é uma vila no distrito de Dakshina Kannada, no estado indiano de Karnataka.

## Demografia
Segundo o censo de 2001, Kotekara tinha uma população de 14 323 habitantes. Os indivíduos do sexo masculino constituem 48% da população e os do sexo feminino 52%. Kotekara tem uma taxa de literacia de 80%, superior à média nacional de 59,5%: a literacia no sexo masculino é de 85% e no sexo feminino é de 76%. Em Kotekara, 10% da população está abaixo dos 6 anos de idade.